# 410 Chloris
410 Chloris este un asteroid din centura principală, descoperit pe 7 ianuarie 1896, de Auguste Charlois.